# Долње Ложине
Долње Ложине (словен. Dolnje Ložine) је насељено место у општини Кочевје, регија Југоисточна Словенија, Словенија.

## Историја
До територијалне реорганизације у Словенији било је у саставу старе општине Кочевје.

## Становништво
У попису становништва из 2011. године, Долње Ложине је имало 151 становника.
| Број становника према пописима | Број становника према пописима | Број становника према пописима |
| ------------------------------ | ------------------------------ | ------------------------------ |
| 1991                           | 2002                           | 2011                           |
| 52                             | 119                            | 151                            |

Напомена: До 1952. изражено под називом Средње Ложине. Године 1952. повећано за насеље Ребер које је укинуто.